# Clara Koppenburg
Clara Koppenburg (* 3. August 1995 in Lörrach) ist eine deutsche Radrennfahrerin.

## Sportliche Laufbahn
Vergleichsweise spät, mit 17 Jahren, kam Clara Koppenburg zum Radsport. Ihr Vater, der Arzt eines Profi-Radteams war, nahm sie zu einer Weltmeisterschaft mit, wo sie den Sport für sich entdeckte. Als Schülerin betrieb Koppenburg Leichtathletik beim TuS Lörrach-Stetten und nahm auch erfolgreich an Laufwettbewerben teil. Sie legte 2013 ihr Abitur am Hebel-Gymnasium in Lörrach ab.
Nach einem Jahr in der U23-Mannschaft im RSV Seerose Friedrichshafen 2014 bestreitet Clara Koppenburg seit 2015 Rennen in der Frauenelite. Ein Jahr später konnte sie Dritte bei der Berner Rundfahrt werden, bei der ihre Kapitänin Ashleigh Moolman siegte.
2017 belegte sie im Einzelzeitfahren der U23 bei den Straßen-Europameisterschaften Platz vier. Wenige Wochen später gewann sie mit ihrem Cervélo Bigla Pro Cycling Team im Mannschaftszeitfahren der Weltmeisterschaften 2017 die Bronzemedaille und etablierte sich als „Edelhelferin“.
Bei den UEC-Straßen-Europameisterschaften 2018 in Glasgow verhalf sie ihrer deutschen Teamkollegin Lisa Brennauer zu einem Podiumsplatz. Im Straßenrennen der Weltmeisterschaften 2018 zeigte sich Koppenburg an einem steilen Anstieg aktiv und wurde schließlich 18. Das viertägige Etappenrennen Emakumeen Euskal Bira im Baskenland vom 19. bis zum 22. Mai 2018 beendete Clara Koppenburg als 9. im Abschlussklassement und leistete wichtige Helferdienste für Ashleigh Moolman, die das Etappenrennen als 6. abschloss. Die dritte Etappe der Emakumeen Bira konnte Koppenburg als Dritte zeitgleich mit der Siegerin Amy Pieters absolvieren.
In der Saison 2019 gewann sie nach einer Attacke am steilen Xorret de Catí mit der dritten Etappe der Setmana Ciclista Valenciana ihr erstes internationales Radrennen und anschließend auch die Gesamtwertung der Rundfahrt. Im Jahr 2020 kehrte sie ins Team Bigla zurück, wo sie die Rolle der Kapitänin übernahm. In ihrem ersten Saisonrennen im Februar 2020 konnte sie die Setmana Ciclista Valenciana als Gesamtzweite beenden. Nach Ende der Rennpause wegen der COVID-19-Pandemie belegte sie Ende Juli den 6. Platz bei dem spanischen Eintagesrennen Emakumeen Nafarroako Klasikoa und den 4. bei Durango-Durango Emakumeen Saria. Aufgrund einer sturzbedingten Verletzung beim Training am Vortag konnte sie nicht wie geplant an der sechsten Ausgabe der Strade Bianche teilnehmen. Verletzungsbedingt musste Koppenburg die Saison 2020 vorzeitig im September beenden. Nach der Auflösung des Teams Équipe Paule Ka im Oktober 2020, das im Juli als Sponsor für das bisherige Team Bigla eingesprungen war, hat sie noch im Oktober 2020 einen neues Team gefunden. Zur Saison 2021 wechselte sie zum US-Team Rally Cycling. Auf der neunten Etappe des Giro d’Italia Donne stürzte Koppenburg schwer und zog sich mehrere Knochenbrüche zu.
Seit dem 1. Januar 2022 gehört sie als Kapitänin dem neu gegründeten Cofidis Women Team an. Am 29. Mai 2022 gewann sie in Spanien das zum dritten Mal ausgetragene Frauenrennen Volta a Catalunya. Beim Eintagesrennen Mont Ventoux Dénivelé Challenge am 14. Juni 2022 wurde sie Zweite hinter Marta Cavalli. Bei der Tour de Suisse Women 2022 wurde sie in der ersten Etappe am 18. Juni Zweite hinter Lucinda Brand. Nachdem sie durch das Zeitfahren in der zweiten Etappe den 40. Platz belegte, fiel sie zwischenzeitlich auf den 11. Rang zurück, konnte in den beiden folgenden gebirgigen Etappen aufholen und erreichte am Ende der Rundfahrt den 7. Gesamtrang. Bei den Deutschen Meisterschaften 2022 verpasste sie im Sprint einer vierköpfigen Spitzengruppe den Podestplatz im Straßenrennen und wurde zeitgleich mit der Siegerin vierte. Beim Giro d’Italia Donne lag Koppenburg vor der achten Etappe in der Gesamtführung aussichtsreich auf Rang 13 als beste Deutsche, stürzte bei der Abfahrt in einer Kurve und brach sich das Becken.
Im Februar 2023 errang sie bei der Vuelta a la Comunitat Valenciana Féminas den fünften und an der reVolta Ende April den zweiten Rang. Bei den deutschen Straßen-Radmeisterschaften 2023 am 23. und 24. Juni 2023 in Bad Dürrheim belegte sie den fünften Rang im Straßenrennen und den dritten Rang im Einzelzeitfahren. Bei der Tour de la Semois in Belgien im September holte Koppenburg auf der zweiten Etappe den zweiten Platz und wurde in der Gesamtwertung damit auch Zweite hinter der Niederländerin Karlijn Swinkels.
Zur Saison 2024 wechselte Koppenburg in das Team EF Education-Cannondale. Dort konnte sie laut eigener Aussage ihre Fähigkeiten als Kletterspezialisten nie ausfahren, da sie vorrangig Helferdienste zu leisten hatte. Nach einem eher erfolglosen Jahr 2024 kehrt Koppenburg zur neuen Saison 2025 wieder in das Team Cofidis zurück.

## Privates
Clara Koppenburg studierte Sportwissenschaften an der Universität Konstanz und schloss das Studium im November 2018 ab. Koppenburg lebt in Lörrach.

## Erfolge
2017

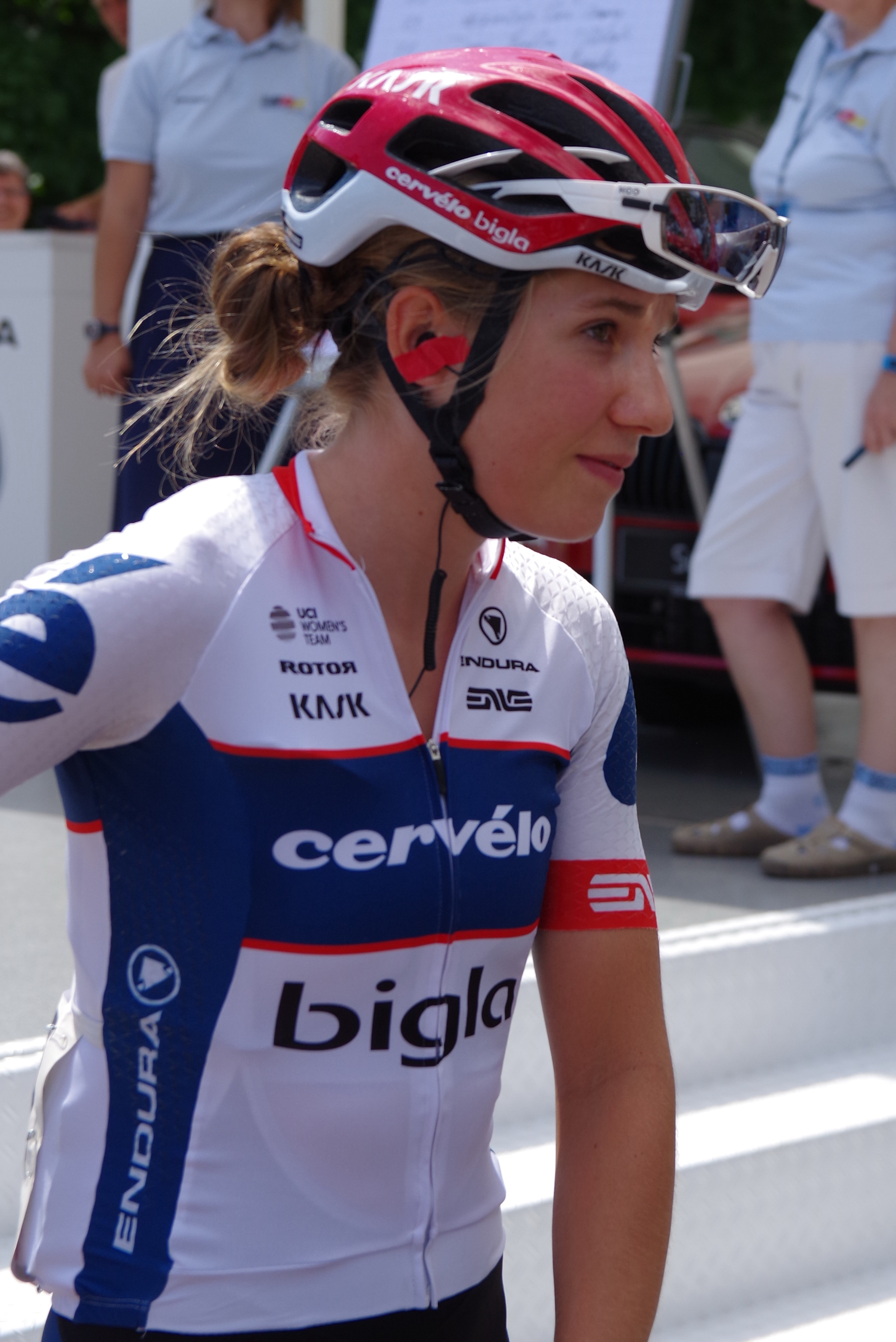
Koppenburg bei der Deutschen Meisterschaften im Straßenrennen 2017

- Weltmeisterschaft – Mannschaftszeitfahren
- Nachwuchswertung Gracia Orlová

2019
- Gesamtwertung und eine Etappe Setmana Ciclista Valenciana

## Ehrungen
- 2017, 2019: Sportlerehrung der Stadt Lörrach[30][31]

## Film
- ARD: Die Tour de France Femmes 2025. Die Tour. Sportschau – Clara Koppenburg im Interview mit Rick Zabel (Digitalisat)
- ARD: Wasserträger. in: Mythos Tour. Staffel 2, Episode 3, 30 Minuten (Stream)